# Pavel Lungin
Pavel Semjonovitj Lungin (ryska: Па́вел Семёнович Лунги́н; född 12 juli 1949) är en rysk filmregissör. Lungin är känd för, bland annat, titlar som Oligark (Олигарх), Ön (Остров) och Tsar (Царь). 2008 tilldelades han den ryska utmärkelsen Folkets artist för sitt filmskapande.

## Liv och verk
Pavel Lungin föddes den 12 juli 1949 i Moskva, dåvarande Ryska SFSR, Sovjetunionen. Han skrevs in vid Moskvauniversitetet, för studier i matematik och tillämpad lingvistik vid filologiska fakulteten, varifrån han tog examen 1971. Senare började Lungin på Allryska statliga kinematografiska institutet och avslutade 1980 en utbildning i regi och manusförfattande. 
Lungin arbetade huvudsakligen som manusförfattare, tills han fyrtio år gammal gavs möjligheten att regissera Taxi Blues, med musikern Pjotr Mamonov i huvudrollen. De båda skulle komma att samarbeta i fler av regissörens verk. Filmen gav Pavel Lungin utmärkelsen bästa regissör vid Filmfestivalen i Cannes 1990.  Samma år bosatte han sig i Frankrike och producerade filmer i och om Ryssland tillsammans med franska producenter. Två år senare, 1992, kom nästa film Luna Park, som även den tävlade vid årets Cannesfestival.
Under den 18:e upplagan av Moskvas internationella filmfestival 1993 var Lungin en av jurymedlemmarna. Samma år hade operan Till Eulenspiegel (kompositör Nikolaj Karetnikov) premiär, för vilken Lungin var librettist.
Vid Cannesfestivalen 2000 belönades Lungins film Bröllopet med juryns pris, för bästa rollbesättningen.
Under 2001 påbörjades inspelningen av Lungins Oligark, baserad på en roman av Julia Dubova. Filmen utspelar sig under Gorbatjoveran, följer fem studenter som hoppar på den kapitalistiska rörelsen, och hade premiär 2002. Den svarta komedin Fattiga släktingar släpptes 2005, och vann huvudpriset vid Kinotavrfestivalen i Sochi samma år.
Ön (Остров) kom 2006 och bygger på ett kristet religiöst tema. Pjotr Mamonov spelar munken och den helige dåren Fader Anatolij, vars personliga frälsnings- och försoningsdrama tittaren bjuds in att följa. Filmen avslutade 63:e Filmfestivalen i Venedig 2006 och sändes på rysk TV kring jul samma år, varvid endast presidentens nyårstal drog högre tittarsiffror.. Ön fick också beröm och gillande av Rysk-ortodoxa kyrkans patriark Aleksij II.
Under 31:a filmfestivalen i Moskva 2009 var Lungin juryns ordförande. Samma år gjorde han filmen Tsar med Pjotr Mamonov och Oleg Jankovskij. Filmen ställde upp i kategorin Un Certain Regard vid årets filmfestival i Cannes.
I mars 2014 undertecknade han tillsammans med många andra ryska kulturprofiler ett uppmärksammat brev, där de untertecknande uttrycker sitt stöd för Vladimir Putins Ukrainapolitik och Rysslands annektering av Krimhalvön. Detta ledde till att Lungin belades med inreseförbud till Ukraina.
Lungins thriller Spader dam hade premiär 2016. Filmen handlar om en grupp operasångare som förbereder sig för en föreställning av operan med samma namn. Från och med 2015 är Lungin regissör för den politiska thriller TV-serien Rodina, en rysk version av den israeliska Prisoners of War och amerikanska Homeland.

## Filmografi (i urval)

### Filmer
- Taxi Blues (1990)
- Luna Park (1992)
- Bröllopet (2000)
- Oligark (2002)
- Ön (2006)
- Tsar (2009)
- Spader Dam (2016)

### TV
- Rodina (2015)